# Virgil Thérésin
Virgil Voltaire Thérésin (Suresnes, Francia, 20 de enero de 1999) es un futbolista francés. Actualmente juega en la Juventud Torremolinos, de la Segunda Federación como defensa central principalmente.

## Trayectoria
Se formó en las categorías inferiores del EA Guingamp. En 2018, es fichado por el Caudal Deportivo.
El 4 de julio de 2019, llega libre a la Cultural y Deportiva Leonesa firmando por 3 temporadas.
El 22 de julio de 2021, firma por el Recreativo Granada.
En febrero de 2023 ficha por el Juventud de Torremolinos C.F..

## Clubes
| Club                         | País    | Año       |
| ---------------------------- | ------- | --------- |
| EA Guingamp II               | Francia | 2017-2018 |
| Caudal Deportivo             | España  | 2018-2019 |
| Cultural y Deportiva Leonesa | España  | 2019-2021 |
| Recreativo Granada           | España  | 2021-2023 |
| Juventud Torremolinos        | España  | 2023-Act. |